# 简单认证与安全层
简单认证与安全层 (SASL, Simple Authentication and Security Layer ) 是一个在网络协议中用来认证和数据加密的构架。它把认证机制从程序中分离开，理论上使用SASL的程序协议都可以使用SASL所支持的全部认证机制。认证机制可支持代理认证，这让一个用户可以承担另一个用户的认证。SASL同样提供数据安全层，这提供了数据完整验证和数据加密。 DIGEST-MD5提供了数据加密层，这是机制中的一个例子。支持SASL的应用程序通常也支持传输层安全(TLS)作为对SASL提供的服务的补充。
在1997年John Gardiner Myers在卡内基梅隆大学时写下了最初的SASL说明文件(RFC 2222)。在2006年Alexey Melnikov和Kurt Zeilenga写的RFC 4422取代了那个文件。
SASL是IETF的标准规格协议，而且也是截至2016年網際網路標準中的一項。

## SASL机制
一个SASL机制实现了一系列的要求和特性。已经制定的SASL机制 包括：
- "EXTERNAL"，认证信息在内容中（例如已经使用IPsec或传输层安全的协议）
- "ANONYMOUS"，对与未认证的客戶端的访问
- "PLAIN"，一个简单明文密码机制，PLAIN取代了LOGIN机制
- "OTP"，一个临时密码机制，OTP取代了SKEY机制
- "SKEY"，一个S/KEY（英语：S/KEY）机制
- "CRAM-MD5"，一个简单的基于HMAC-MD5的询问应答机制
- "DIGEST-MD5"，是一个HTTP兼容的，基于MD5的询问应答机制，DIGEST-MD5提供了数据层安全
- "NTLM（英语：NT_LAN_Manager）"，一个NT LAN Manager认证机制。
- "GSSAPI（英语：Generic_Security_Services_Application_Program_Interface）"，通过通用安全服务应用程序层的Kerberos V5协议的安全认证，GSSAPI提供了数据安全层
- GateKeeper，Microsoft为Windows Live Messenger开发的一个询问应答机制。

在SASL中的GS2协议家族支持任意的GSSAPI机制。 现在在RFC 5801中标准化。